# Sentier européen E11
Pour les articles homonymes, voir E11.
Le sentier européen E11 s'étend sur 4 700 km d'ouest en est de La Haye aux Pays-Bas, en passant par l'Allemagne, la Pologne, la Lituanie, la Lettonie et l’Estonie. 
Il commence à Schéveningue, une communauté de pêcheurs, port de commerce à La Haye, sur la côte néerlandaise de la mer du Nord. et s'étend jusqu'à Tallinn.
Le sentier E11 est l’un des trois chemins européens allant du Benelux à l’est de la Pologne. Au nord, le long des côtes allemande et polonaise de la mer du Nord et de la mer Baltique, la E9 offre des plages de sable fin, des dunes et des ports de commerce. Plus au sud, l'E3 traverse la longue chaîne de montagnes de taille moyenne qui relie les Ardennes belges aux Carpates. Le sentier E11 suit un parcours intermédiaire dans les plaines vallonnées du nord de l'Allemagne et de la Pologne. Il ne touche nulle part la mer (pas même la mer du Nord, car l'E11 débute à Schéveningue derrière les premières rangées de bâtiments), mais il passe devant une seule chaîne de montagnes de taille moyenne, les montagnes du Harz, au centre de l'Allemagne. Les sentiers de grande randonnée européens sont strictement conçus comme des sentiers de randonnée, mais la quasi-totalité de l'E11 peut être parcourue en selle, que ce soit à cheval ou à vélo.